# Lynn Skrifvars
Lynn Ellen Skrifvars, nach Heirat Lynn Ellen Nelson, (* 8. Februar 1951 in Lynwood, Kalifornien) ist eine ehemalige Schwimmerin aus den Vereinigten Staaten, die eine Goldmedaille bei den Panamerikanischen Spielen gewann.

## Karriere
Die Studentin der California State University, Long Beach nahm 1970 an der Universiade in Turin teil. Mit Kaye Hall und Lynn Skrifvars gewannen zwei Schwimmerinnen aus den Vereinigten Staaten die Gold- und die Silbermedaille über 100 Meter Rücken. 1971 siegte Skrifvars mit der 4-mal-100-Meter-Freistilstaffel bei den Panamerikanischen Spielen in Cali.
Bei den Olympischen Spielen 1972 in München erreichte die 4-mal-100-Meter-Freistilstaffel mit Kim Peyton, Lynn Skrifvars, Jane Barkman und Ann Marshall das Finale mit der zweitschnellsten Vorlaufzeit, nachdem die Staffel aus der DDR in 3:58,11 Minuten den Weltrekord eingestellt hatte. Im Endlauf schwammen Sandy Neilson, Jenny Kemp, Jane Barkman und Shirley Babashoff in 3:55,19 und siegten vor den Staffeln aus der DDR und aus der BRD, die auch beide unter dem alten Weltrekord blieben. Schwimmerinnen, die nur im Staffelvorlauf eingesetzt worden waren, erhielten gemäß den bis einschließlich 1980 gültigen Regeln keine Medaillen.
Lann Skrifvars schloss ihr Studium ab und arbeitete dann als Physiotherapeutin.